# Amparo Poch y Gascón
Poch y Gascón est un nom espagnol. Le premier nom de famille, en général paternel, est Poch ; le second, en général maternel, souvent omis, est Gascón.
Pour les articles homonymes, voir Amparo (prénom), Poch et Gascon (homonymie).
Amparo Poch y Gascón, née en 1902 à Saragosse et morte en exil à Toulouse en 1968, est une médecin, femme politique et écrivaine espagnole, militante féministe libertaire, pacifiste et anarchiste.
Docteure en médecine et militante féministe, elle est une propagandiste de la liberté sexuelle : elle publie de nombreux articles sur l'éducation et des brochures plaidant pour une plus grande liberté sexuelle pour les femmes et contestant la monogamie et la double norme sexuelle.
Elle se fait appeler « Doctora Salud Alegre » (en français : « Docteure de la Santé heureuse »). Elle se fait également remarquer pour ses positions écologistes.
Elle doit s'exiler en France fin 1938 en raison de la guerre civile espagnole. Elle travaille comme ouvrière pendant la Seconde Guerre mondiale, puis comme médecin à Toulouse où elle travaille notamment auprès des communautés espagnoles en exil.

## Biographie
Elle naît le 15 octobre 1902 à Saragosse de Simona Gascón Cuartero et de José Poch Segura, qui est militaire. Elle est l'aînée de deux frères et deux sœurs.
En 1922, elle commence des études de médecine à l'université de Saragosse, en étant alors l'unique femme parmi 436 élèves. Pendant ses études (brillantes), elle commence à écrire en faveur des études universitaires pour les femmes et contre leur assignation à un rôle familial et maternel traditionnel. En 1923, elle publie également son unique roman, Amor, portant sur une peintre anarchiste et pacifiste. Elle fréquente des syndicats anarchistes de Saragosse pendant ses études. Elle est diplômée médecin le 3 octobre 1929 et commence à exercer à Saragosse, en ouvrant deux cabinets pour les femmes, notamment les ouvrières, et les enfants.
En 1931, elle gagne un prix pour la protection de l'enfance pour sa brochure Cartilla de Consejos a las Mujeres (« livret de conseil aux femmes »). Elle publie également des articles. Dans La vida sexual de la mujer (« La Vie sexuelle de la femme », 1932), elle incite les femmes à s'épanouir par l'amour libre et la pratique de la bisexualité.
Le 28 novembre 1932, elle se marie avec Gil Comín Gargallo, poète et écrivain travaillant alors dans le secteur bancaire, et ami de longue date. Elle s'en sépare vers 1934, peu avant de déménager à Madrid.
Amparo Poch y Gascón reste à Madrid un peu plus de deux ans, de 1934 à 1936. Elle y est très active : en plus de ses consultations dans plusieurs cabinets (tous les jours de la semaine et avec toujours des tarifs spéciaux pour les familles ouvrières), elle suit des études de spécialisation en puériculture, elle donne elle-même des cours et continue à écrire dans plusieurs revues. Elle participe à la diffusion de la méthode Ogino et d'une méthode de contraception (dont certaines sources rapportent qu'elle l'aurait mise au point),.
En 1936, Poch y Gascón est, avec la journaliste Lucía Sánchez Saornil et l'avocate Mercedes Comaposada Guillén, l'une des fondatrices de l’organisation féminine libertaire Mujeres Libres,,. Les Mujeres Libres soulignent que la maternité n'est pas quelque chose qui « vient naturellement — excepté par le fait de porter les enfants. Le processus de socialisation des femmes, qui la pousse à [...] se consacrer à se rendre séduisante, est nuisible à de bons soins maternels ».
Pendant la guerre civile espagnole (1936-1939), elle devient directrice de l'assistance sociale au Ministère de la santé et de l'assistance sociale de la ministre anarchiste Federica Montseny, ce qui s'achève le 3 juin 1937. Elle collabore depuis Valence à de nouvelles revues à travers l'Espagne, et publie un livret sur les enfants, Niño, destinée aux mères.
Elle est responsable, en 1936, des Liberatorios de prostitución, maisons destinées aux prostituées, où elles peuvent recevoir des soins de santé, de la psychothérapie et une formation professionnelle pour leur permettre d'acquérir une indépendance économique par des moyens socialement acceptables.
En novembre 1937, elle déménage à Barcelone, où elle devient directrice en décembre d'un lieu d'échange et d'éducation pour les femmes nommé Casal de la Dona Treballadora (« maison de la femme travailleuse »), un projet des Mujeres libres. Ce lieu assurait à la fois des enseignements généraux et professionnels (soins infirmiers, mécanique, cours de conduite pour transports publics...). Elle quitte Barcelone peu avant la chute de la ville, en décembre 1938, à une date précise inconnue mais probablement en accompagnant le dernier cortège d'enfants évacués vers la France.
De décembre 1938 à septembre 1939, elle entame son exil en France à Prats-de-Mollo-la-Preste, où elle travaille comme médecin auprès des enfants exilés. Le même mois que la déclaration de guerre de la France contre l'Allemagne, en septembre 1939, Amparo Poch y Gascón déménage à Nîmes où une institutrice française, Elisa Benezet, s'est engagée à subvenir à ses besoins si nécessaire. Grâce aux réseaux franc-maçons, comme de nombreux républicains espagnols, elle trouve un travail dans une usine textile, mais effectue en sus de nombreux travaux de subsistance.

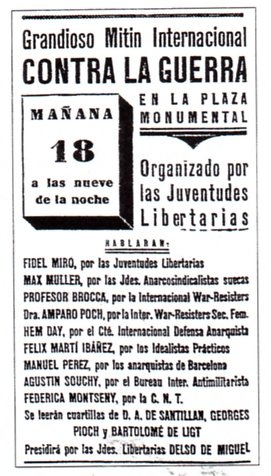
Affiche d'un meeting contre la guerre organisé par la Fédération ibérique des jeunesses libertaires, avec la participation d'Amparo Poch en 1936.

À l'issue de la Seconde guerre mondiale, elle rejoint Toulouse, où elle travaille à l'hôpital de Varsovie, secourant des centaines de combattants républicains espagnols.
Elle a surtout écrit sur la maternité, faisant la promotion d'une approche anarchiste de la co-éducation (partage parental).
Elle meurt en exil à Toulouse en 1968.

## Postérité
Son parcours, oublié sous la dictature franquiste, est désormais remis en lumière par des autrices comme Antonina Rodrigo. À partir des années 1970, son parcours commence à être reconnu grâce aux travaux de Mary Nash. Elle est finalement reconnue comme une pionnière des luttes ouvrières et des droits féminins à partir des années 1990 et du début du XXIe siècle.

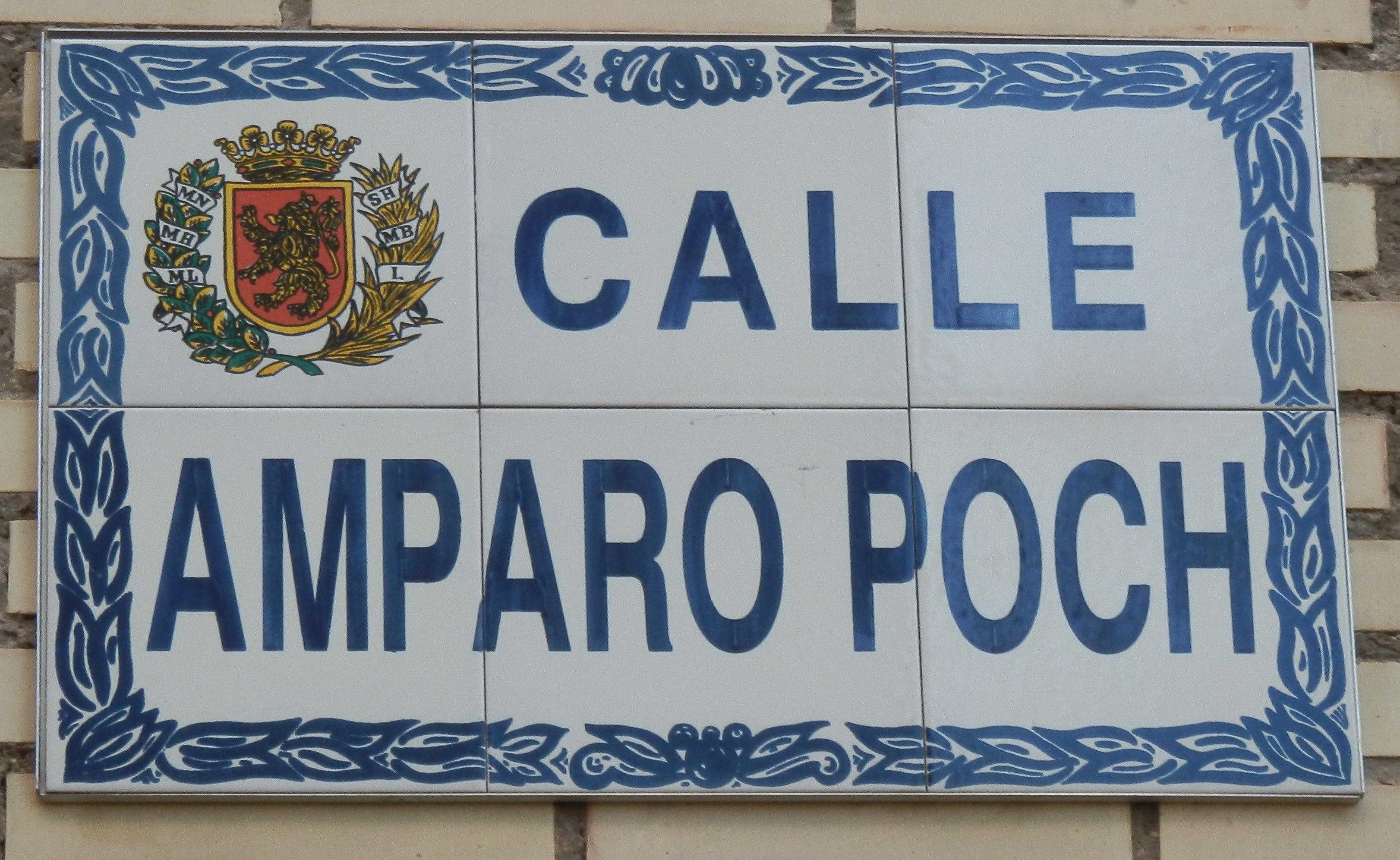
Plaque de rue, à Saragosse, capitale de l'Aragon.

Une rue de Saragosse porte son nom, ainsi qu'une salle de l'Université de Saragosse depuis 2002,. En 2021, une rue de Toulouse est nommée en sa mémoire,.

## Travaux médicaux
Amparo Poch y Gascón est l'une des premières vulgarisatrices au début du XXe siècle en Espagne dans le champ des sexualités. C'est l'une des rares autrices à le faire avec une posture féministe, ce qui rend son discours scientifique opposé au discours médical dominant. Pour elle, la santé sexuelle féminine comme la maternité sont centrales pour l'émancipation des ouvrières. 

### La Vie sexuelle de la femme
La vida sexual de la mujer (« La Vie sexuelle de la femme »), publié par Amparo Poch y Gascón en 1932, est un premiers textes médicaux publiés en Espagne par une femme avec un réel point de vue féministe. Aussi bien la puberté, les premières pratiques sexuelles, le mariage, que la ménopause et la vieillesse sont évoquées, avec une attention importante portée à la maternité choisie,. Cette attention va de pair avec la volonté d'éviter les infections sexuellement transmissibles, en lien avec une volonté eugéniste. Malgré l'engagement d'Amparo Poch y Gascón en faveur du contrôle des naissances, le traité contient peu d'information sur les méthodes contraceptives, potentiellement parce que l'autrice aurait préféré informer directement des populations qui avaient peu de pratique de la lecture, a fortiori d'un traité médical. Comme ses autres ouvrages médicaux, La Vie sexuelle de la femme ne mentionne pas le plaisir sexuel, contrairement à de nombreuses partisanes du contrôle des naissances en dehors d'Espagne.

## Notices
- Ressource relative à la recherche :   - Médicos históricos
- Notices dans des dictionnaires ou encyclopédies généralistes :   - Diccionari biogràfic de dones
  - Diccionario Biográfico Español
  - Dictionnaire universel des créatrices
  - Gran Enciclopedia Aragonesa
- Notices d'autorité :   - VIAF
  - ISNI
  - BnF (données)
  - IdRef
  - LCCN
  - GND
  - Espagne
  - Catalogne
  - WorldCat
- L'Éphéméride anarchiste : notice.
- (es) Miguel Iñiguez, Esbozo de una Enciclopedia histórica del anarquismo español, Fundación de Estudios Libertarios Anselmo Lorenzo, Madrid, 2001, page 487.